# ウォーキング・イントゥ・クラークスデイル
『ウォーキング・イントゥ・クラークスデイル』(Walking into Clarksdale)は、元レッド・ツェッペリンのジミー・ペイジとロバート・プラントが1998年に連名で発表したスタジオ・アルバム。日本で先行発売された。1994年に発表された『ノー・クォーター』がレッド・ツェッペリンの楽曲のセルフ・カヴァー中心だったのに対し、本作には新曲だけが収録された。スティーヴ・アルビニがミキシングを担当している。
本作からの先行シングルとして発表された「モスト・ハイ」は全英シングルチャートで26位に達し、アメリカではグラミー賞最優秀ハードロック・パフォーマンス部門を受賞した。収録曲「プリーズ・リード・ザ・レター」は、ロバート・プラントがアリソン・クラウスと共演したアルバム『レイジング・サンド』（2007年）においてセルフ・カヴァーされた。

## 収録曲
全曲ともジミー・ペイジ、ロバート・プラント、チャーリー・ジョーンズ、マイケル・リーの共作。
1. シャイニング・イントゥ・ザ・ライト - "Shining in the Light" - 4:01
2. ホエン・ザ・ワールド・ウォズ・ヤング - "When the World Was Young" - 6:13
3. アポン・ア・ゴールデン・ホース - "Upon a Golden Horse" - 3:52
4. ブルー・トレイン - "Blue Train" - 6:45
5. プリーズ・リード・ザ・レター - "Please Read the Letter" - 4:21
6. モスト・ハイ - "Most High" - 5:36
7. ハート・イン・ユア・ハンド - "Heart in Your Hand" - 3:50
8. ウォーキング・イントゥ・クラークスデイル - "Walking into Clarksdale" - 5:18
9. バーニング・アップ - "Burning Up" - 5:21
10. ホエン・アイ・ウォズ・ア・チャイルド - "When I Was a Child" - 5:45
11. ハウス・オブ・ラヴ - "House of Love" - 5:35
12. サンズ・オブ・フリーダム - "Sons of Freedom" - 4:07

### 日本盤ボーナス・トラック
1. ウィスキー・フロム・ザ・グラス - "Whiskey from the Glass" - 3:01

## 参加ミュージシャン
- ロバート・プラント - ボーカル
- ジミー・ペイジ - ギター
- チャーリー・ジョーンズ - ベース
- マイケル・リー - ドラムス

アディショナル・ミュージシャン
- リントン・ネイフ - ストリングス・アレンジ(on 3.)
- エド・シェアマー - プログラミング、ストリングス・パッド(on 5.)
- ティム・ウェラン - キーボード(on 5.)